# هيدفغ ألفسباري
هيدفغ هيدفغ سيرينا إيميليا ألفسباري (1877-1963) كانت جامعة نسيج سويدية من هوفوش، مقاطعة يافلبورغ. جمعت الآلاف من القطع الأثرية من الدانتيل والتطريز والمنسوجات والسجاد، مكونة أكبر مجموعة في السويد. العديد من الأعمال التي جمعتها تم صنعها من قبل كبار الفنانين في البلاد بما في ذلك Märta Måås-Fjetterström و Margareta Grandin و Thyra Grafström و Maja Sjöström و Annie Frykholm و Ellen Ståhlbrand و Hilda Starck Liljenberg.
رفيقها، بير إريكسون، الذي كان مهتمًا بشكل خاص بالمنسوجات، أعطاها حرية شراء أفضل ما يمكن أن تجده.  